# 운봉초등학교 (전북)
운봉초등학교는 대한민국 전북특별자치도 남원시에 있는 공립 초등학교이다.

## 학교 연혁
- 1907.08.23 사립운봉만성학교 창립
- 1911.03.27 사립운봉보통학교 인가
- 1912.03.27 운봉공립보통학교 설립 인가
- 1913.05.01 교사 이전(구객사)
- 1934.04.01 고기리간이학교 개설 (운천초등학교)
- 1938.04.01 운봉공립심상소학교 개명
- 1941.04.01 운봉공립국민학교 개명
- 1953.04.01 매요분교 설치
- 1960.04.01 운남분교 인가
- 1964.04.01 운성국민학교 독립 인가
- 1966.11.15 고남분교 인가
- 1967.11.27 고남국민학교로 독립
- 1981.03.01 특수학급 2학급 설치 및 병설유치원 1학급 인가
- 1994.03.01 운성국민학교 폐교조치에 따라 운봉국민학교에 통합
- 1996.03.01 운봉초등학교로 개명
- 1997.03.10 인터넷 설치(56kb 20대) -조선일보사 후원
- 1999.03.01 고남초등학교 폐교조치에 따라 운봉초등학교에 통합
- 1999.03.01 운남초등학교 폐교조치에 따라 운봉초등학교에 통합
- 2001.04.16 운봉초 강당신축공사 '01.11.30 착공 시공자 성신종합건설
- 2002.10.01 유치원 교실 현대화 시설 완비
- 2003.09.22 농어촌 현대화학교 착공 2005년 8월 10일 준공
- 2004.03.01 운천초등학교 폐교조치에 따라 운봉초등학교에 통합
- 2014.02.14 102회 36명 졸업 총 9630명
- 2014.09.01 제36회 서미석 교장 부임

## 참고 자료
- 운봉초등학교 - 한국교육학술정보원 학교알리미